# Charlie Rivel
Pour les articles homonymes, voir Rivel (homonymie).
Josep Andreu i Lasserre, dit Charlie Rivel, né le 23 avril 1896 à Cubelles et mort le 26 juillet 1983 à Sant Pere de Ribes, est un clown espagnol.

## Biographie

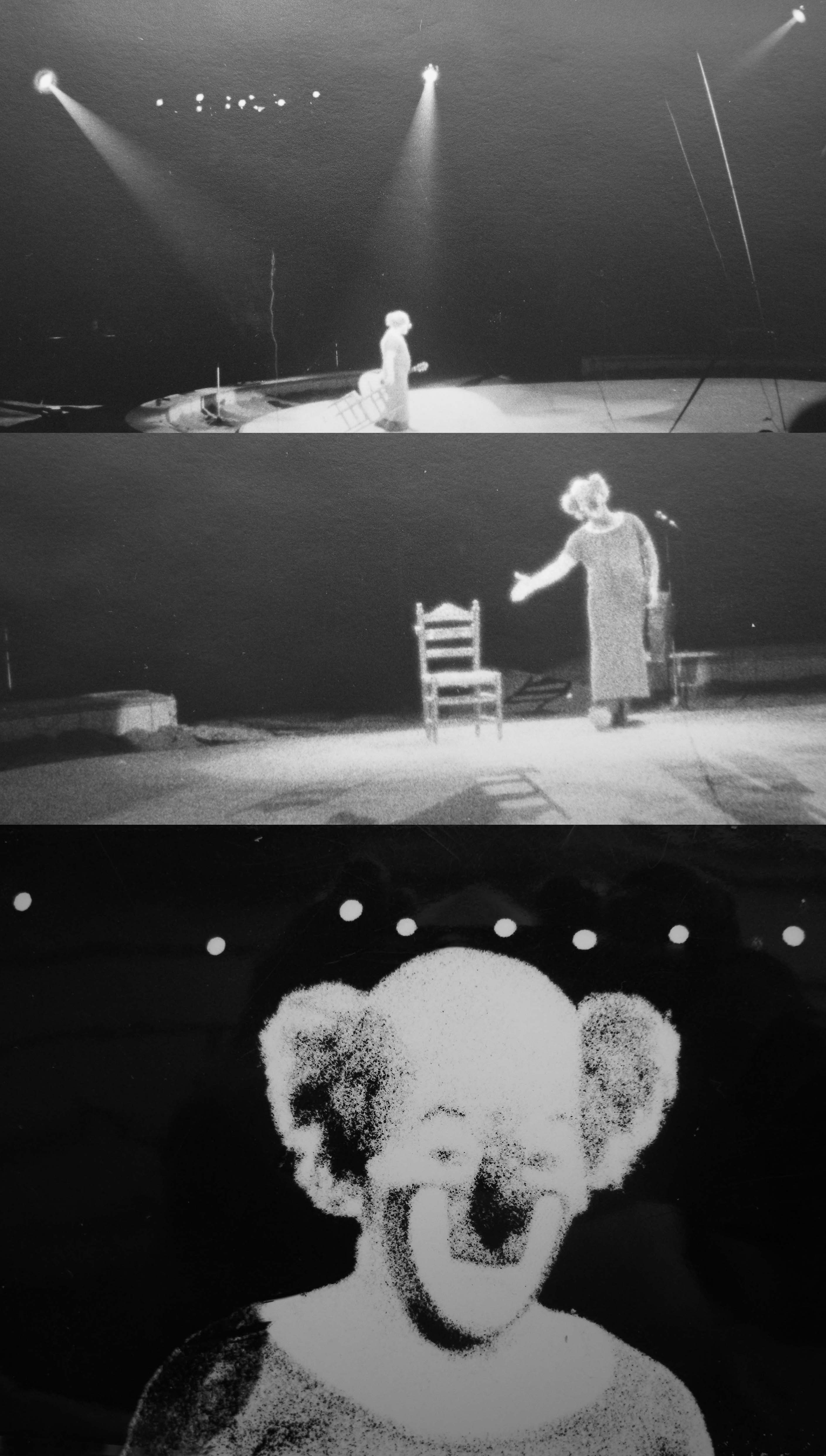
Charlie Rivel à Vienne, en 1972.

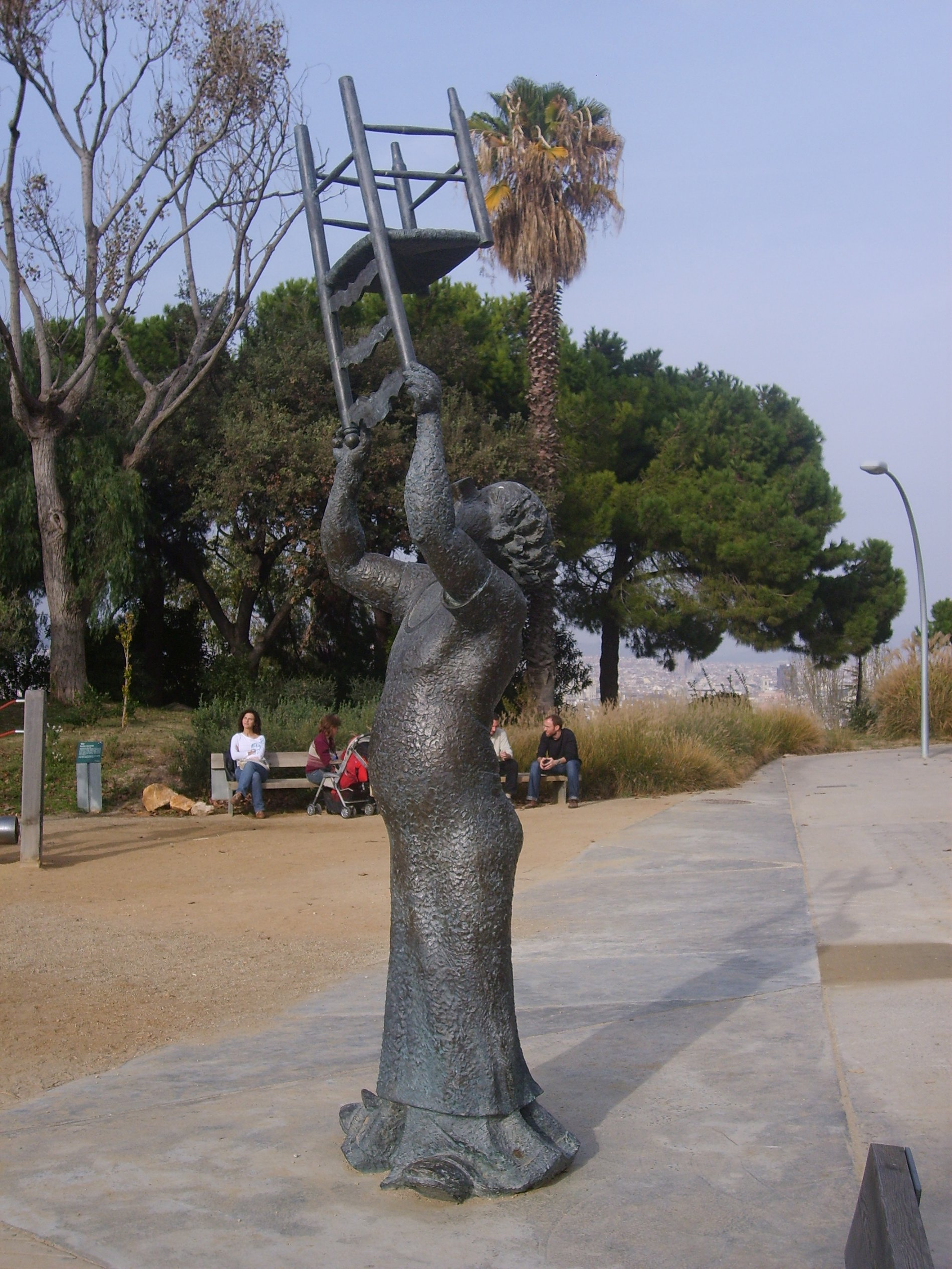
Monument à Montjuïc.

Les parents de Charlie Rivel, Pedro Pere Andreu Pausas (catalan) et Marie-Louise Laserre (française) (ballerine), étaient connus dans le milieu du cirque. 
Charlie Rivel fait ses débuts au cirque à l'âge de 3 ans et constitue le groupe Los Rivels avec ses frères Paul-Polo Rivel et René Rivel. Il connaît ses plus grands succès en Allemagne et dans les pays nordiques. 
Charlie Chaplin a marqué sa carrière. Ils se rencontrèrent lors d'une tournée en Belgique. Quelques années plus tard, Rivel retrouve Charlot sur les écrans incarnant un boxeur. Rivel crée alors une parodie de Charlot au trapèze. Cette scène lui fait connaître le succès, d'où son prénom de Charlie. Mais c'est avec un autre numéro avec ses frères que Rivel a connu le plus de succès. Il s'agissait de construire un petit pont humain avec des acrobates jusqu'au moment où l'édifice tombait. Alors, Rivel lançait son leitmotiv devenu légendaire : « Akrobat? Schöön! »
De 1935 jusqu'à la fin de la Seconde guerre mondiale, il embrasse le nazisme travaillant pour le ministère de la Propagande du Troisième Reich. Dans cette situation, il entretient des relations amicales avec Adolf Hitler et Joseph Goebbels. Après la guerre, Charlie demande de l'aide au général Franco, qui lui fournit un passeport et lui accorde l'entrée en Espagne.
En 1954, il revient en Espagne où il devient une star du Circo Price de Madrid. En 1971, il apparaît dans le film de Federico Fellini Les Clowns. 
En 1973, Télé Luxembourg lui demande d'assurer l'entracte, durant le comptage de votes lors du Concours Eurovision de la chanson 1973. 
Charlie disait que chaque homme était un clown, mais seulement un petit nombre avait le courage de le montrer. Il décède en juillet 1983 à Sant Pere de Ribes (en Catalogne), d'une attaque cardiaque.

## Publication
- (de) Akrobat? Schöön!, mémoires, Ehrenwirth, Münich, 1972,  (ISBN 3-431-01473-9).